# Cacoxenus indagator
Cacoxenus indagator är en tvåvingeart som beskrevs av Friedrich Hermann Loew 1858. Cacoxenus indagator ingår i släktet Cacoxenus och familjen daggflugor.
Den taxonomiska databasen Dyntaxa hävdar att arten ej påträffats i Sverige, men 2014 beskrev forskare i Lund att de själva fångat flera exemplar av arten - men även att tidigare fynd gjorts i Skåne, bland annat 1992. Inga underarter finns listade i Catalogue of Life.
Flugan är kleptoparasit på murarbin (släktet Osmia). Murarbin lägger ägg i vassrör, gamla hål i trävirke och liknande, där bihonan bygger celler för varje enskilt ägg. Bihonorna förser varje cell dels med ett ägg och dels med en blandning av nektar och pollen som föda för de i sinom tid kläckta larverna. De mycket små flughonorna (3-3,5 mm) tränger in under bobygget och lägger även de sina ägg inne i den blivande cellen. När flugans ägg kläcks äter de upp förrådet av föda, däremot tycks de inte skada larven. Denna dör dock av svält. Enligt en fransk undersökning kan Cacoxenus indagator på detta sätt förstöra upp till 30 % av murarbinas celler med ägg.